# Elmar SF
Elmar SF is een serie sciencefictionboeken in pocketvorm, uitgegeven door de Nederlandse uitgeverij Elmar. 
Vanaf de jaren zestig werd het sciencefictiongenre populair in Nederland en België en er waren dan ook een aantal uitgeverijen die, in een relatief korte tijd, de belangrijkste Engelstalige werken vertaalden en uitgaven. Er werden SF-series uitgegeven door onder andere Uitgeverij Luitingh, Elsevier, Bruna met Bruna SF, Fontein met Fontein SF, Scala met Scala SF, Het Spectrum met Prisma SF, Meulenhoff met M=SF en Born met Born SF. 
De serie Elmar SF liep van 1978 tot en met 1984 en telde 27 titels.

## Overzicht uitgaves
| Nr.      | Schrijver             | Titel                        | Originele titel                   | Jaar      |
| Elmar SF |                       |                              |                                   | 1978-1984 |
| 1        | E.C. Tubb             | Kalin                        | Kalin                             | 1978      |
| 2        | Joe Haldeman          | De eeuwige oorlog            | The Forever War                   | 1978      |
| 3        | Leigh Brackett        | Het zwaard van Rhiannon      | The Sword of Rhiannon             | 1978      |
| 4        | Marion Zimmer Bradley | Darkover: Wereld van waanzin | Darkover Landfall                 | 1978      |
| 5        | Joe Haldeman          | Al mijn zonden               | All My Sins Remembered            | 1979      |
| 6        | E.C. Tubb             | De tiran van Troy            | Toyman                            | 1979      |
| 7        | Michael G. Coney      | Charisma                     | Charisma                          | 1979      |
| 8        | E.C. Tubb             | Derai                        | Derai                             | 1979      |
| 9        | Vonda McIntyre        | Droomslang                   | Dreamsnake                        | 1979      |
| 10       | Marion Zimmer Bradley | De rode zon                  | The Bloody Sun                    | 1979      |
| 11       | John Crowley          | Beesten                      | Beasts                            | 1980      |
| 12       | Ben Bova              | De kolonie                   | Colony                            | 1980      |
| 13       | Bob Shaw              | Kinderen van Medusa          | Medusa's Children                 | 1980      |
| 14       | John Brunner          | De telepaat                  | Telepathist                       | 1980      |
| 15       | E.C. Tubb             | Gath                         | The Winds of Gath                 | 1980      |
| 16       | Orson Scott Card      | Wereld van verraad           | A Planet Called Treason           | 1980      |
| 17       | Joe Haldeman          | Onbegrensde dromen           | Infinite Dreams                   | 1981      |
| 18       | Vonda McIntyre        | De banneling                 | The Exile Waiting                 | 1981      |
| 19       | Robert L. Asprin      | De Tzen oorlog               | The Bug Wars                      | 1981      |
| 20       | Robert A. Heinlein    | Het getal van het beest      | The Number of the Beast           | 1981      |
| 21       | Orson Scott Card      | De laatste God               | Hot Sleep, The Worthing Chronicle | 1982      |
| 22       | Vonda McIntyre        | Kamp Schroefkop              | Fireflood and Other Stories       | 1982      |
| 23       | E.C. Tubb             | Verousjka                    | Veruchia                          | 1982      |
| 24       | Bob Shaw              | De Ceresdreiging             | The Ceres Solution                | 1982      |
| 25       | Stephen Goldin        | De misantroop                | A Word Called Solitude            | 1983      |
| 26       | Robert A. Heinlein    | Vrijdag                      | Friday                            | 1983      |
| 27       | Frank Herbert         | De witte pest                | The White Plague                  | 1984      |